# Lokátor

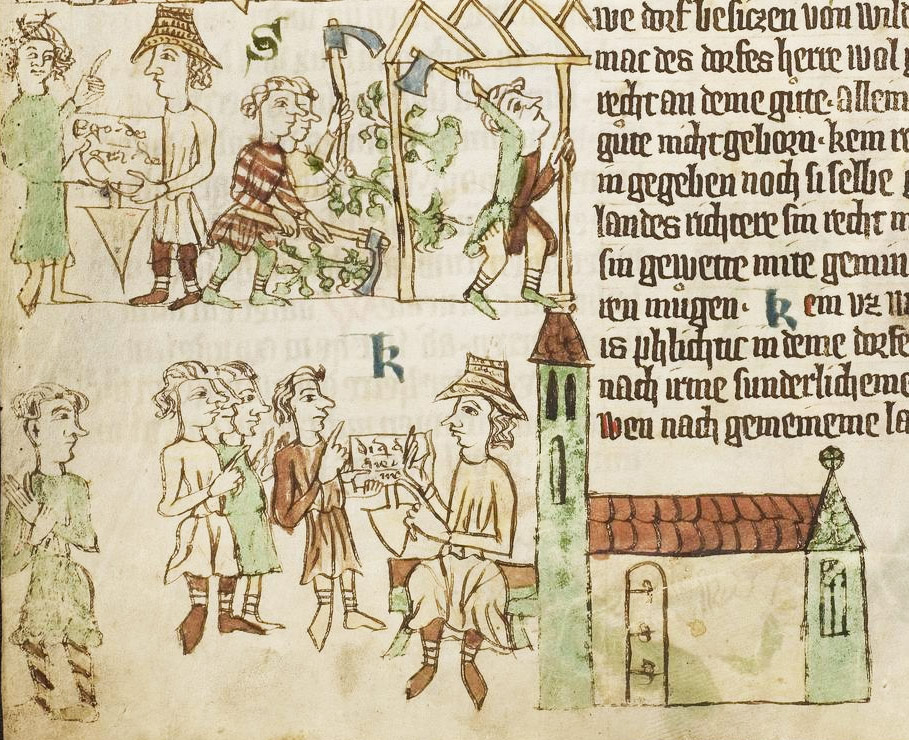
Scéna ze Saského zrcadla – lokátor (v klobouku) vysazuje v rámci tzv. Ostsiedlung ves (okolo 1300)

Lokátor byla osoba, která ve středověku prováděla lokaci, jistá obdoba moderního developera. Majitel půdy ho tedy pověřil založením vsi či města. Povinností lokátora bylo najít lidi ochotné se v novém sídlišti usadit, zastupovat je a zorganizovat veškerou činnost související bezprostředně se vznikem osady (vyklučení lesa, přesun osadníků, vyměření polností, případně parcel a ulic atd.).

## Postup lokace
Před samotným osídlením byly mezi lokátorem a majitelem dohodnuty podmínky osídlení (tj. práva, povinnosti, donace, právní status osidlovaného místa), zároveň byly přesně stanoveny i povinnosti lokátora, jeho odměna, resp. tresty pro případ nesplnění smlouvy. Těchto smluv se nedochovalo mnoho, proto se má zato, že velká část takovýchto dohod byla provedena ústně. 
Lokátor ručil za splnění této smlouvy jak osadníkům, tak majiteli. Odměnou za provedenou práci  byly obvykle pozemky, se kterými mohl volně disponovat, v některých osadách získal nižší soudní pravomoc, resp. (dědičný) úřad rychtáře (v Polsku a Uhersku šoltyse). Někdy se stávalo, že lokátor, který získal již rychtářskou hodnost v jedné vsi, byl pozván vysadit osadu další.
Lokátoři pocházeli z různých sociálních skupin, mohli to být drobní feudálové, měšťané, duchovní nebo i poddaní. Společné pro tyto podnikatele bylo, že museli být schopni vložit do podniku značný obnos v hotovosti.

## Kolonizace
Postupně se zdokonalil způsob kolonizace měst i osad natolik, že spolu začalo spolupracovat více lokátorů, což jim umožnilo osadit větší území nebo urychlit lokační proces u jednoho místa. Tento styl spolupráce přejal např. magdeburský arcibiskup Wichmann a podobně byly organizovány i slezské a asi i lužické weichy.
V některých oblastech, např. ve Slezsku došlo i ke složitější strukturaci v rozdělení práce mezi lokátory. Někdy se v pramenech vyskytuje lokátor jako jakýsi podnikatel, který celý podnik zajišťuje finančně a zodpovídá za něj, samotnou práci s lokací spojenou pak vykonávají jacísi „pod-lokátoři“. Takovýmto lokátorem – podnikatelem bývá nejčastěji šlechtic.

## Příklad
Příkladem takové dohody mezi majitelem a lokátorem v českých podmínkách je dochovaná smlouva z roku 1252, v níž se vyšehradští kanovníci dohodli s humpoleckým mincmistrem Jindřichem o vysazení vsí v lesním újezdě u dnešní Ledče nad Sázavou. Jindřich se zavázal vyměřit toto území a rozvrhnout je na lány téže velikosti, v jaké jsou vyměřeny lány na panství želivského kláštera ve vsích s německými osadníky. Do jednoho roka zde musel usídlit nové lidi. Pokud by toto nesplnil, tak by pozbyl svého lokátorského práva a lidé, kteří se za něj zaručili, by museli zaplatit pokutu 30 hřiven stříbra.
Jako odměnu měl Jindřich získat do konce života rychtářský úřad, soudní moc, kapitula mu měla propůjčit každý sedmý a osmý lán ve vsích, které zřídí. On a stejně i jeho dědici měli právo volně prodat nebo darovat svůj majetek, pokud ho přednostně nabídli kapitule (na rozdíl od ostatních sedláků, kteří museli mít souhlas kapituly k převádění svého majetku).

## Významní lokátoři
- Hirzo z Klingenbergu
- Eberhard (mincmistr)